# Cantó de Troyes-6
El cantó de Troyes-6 és un antic cantó francès del departament de l'Aube, situat al districte de Troyes. Té 3 municipis i part del de Troyes. Va existir de 1973 a 2015.

## Municipis
- Laines-aux-Bois
- Saint-André-les-Vergers
- Saint-Germain
- Troyes (part)

## Història
| Data d'elecció | Identitat     | Partit           | Qualitat |
| -------------- | ------------- | ---------------- | -------- |
| 1973-2001      | Georges Royer | UDF              |          |
| 2001-2015      | Alain Balland | RPR, després UMP |          |

## Demografia
| A partir de 1990: Població sense dobles comptes |